# Episodi di CSI - Scena del crimine (sesta stagione)
La sesta stagione della serie televisiva CSI - Scena del crimine formata da 24 episodi, è stata trasmessa sulla CBS dal 22 settembre 2005 al 18 maggio 2006, mentre in Italia è andata in onda in prima visione sul canale a pagamento Fox Crime in due parti: la prima parte (episodi 1-13) dal 16 marzo 2006 all'8 giugno 2006 e la seconda parte (episodi 14-24) dal 7 settembre al 5 ottobre 2006. Invece in chiaro viene trasmessa su Italia 1 dal 29 marzo al 7 giugno 2007.
| nº | Titolo originale                     | Titolo italiano                 | Prima TV USA      | Prima TV Italia   |
| -- | ------------------------------------ | ------------------------------- | ----------------- | ----------------- |
| 1  | Bodies in Motion                     | Nel posto sbagliato             | 22 settembre 2005 | 16 marzo 2006     |
| 2  | Room Service                         | Servizio in camera              | 29 settembre 2005 | 23 marzo 2006     |
| 3  | Bite Me                              | Falso colpevole                 | 6 ottobre 2005    | 30 marzo 2006     |
| 4  | Shooting Stars                       | Suicidio di massa nel deserto   | 13 ottobre 2005   | 6 aprile 2006     |
| 5  | Gum Drops                            | Il giardino segreto             | 20 ottobre 2005   | 13 aprile 2006    |
| 6  | Secrets and Flies                    | Embrioni Contesi                | 3 novembre 2005   | 20 aprile 2006    |
| 7  | A Bullet Runs Through It, Part 1 e 2 | Conflitto a fuoco (parte 1 e 2) | 10 novembre 2005  | 27 aprile 2006    |
| 8  | A Bullet Runs Through It, Part 1 e 2 | Conflitto a fuoco (parte 1 e 2) | 17 novembre 2005  | 4 maggio 2006     |
| 9  | Dog Eat Dog                          | Una fame insaziabile            | 24 novembre 2005  | 11 maggio 2006    |
| 10 | Still Life                           | Il rapimento                    | 8 dicembre 2005   | 18 maggio 2006    |
| 11 | Werewolves                           | Un lupo mannaro a Las Vegas     | 5 gennaio 2006    | 25 maggio 2006    |
| 12 | Daddy's Little Girl                  | La piccina di papà              | 19 gennaio 2006   | 1º giugno 2006    |
| 13 | Kiss Kiss, Bye Bye                   | Kiss Kiss, Bye Bye              | 26 gennaio 2006   | 8 giugno 2006     |
| 14 | Killer                               | Killer                          | 2 febbraio 2006   | 7 settembre 2006  |
| 15 | Pirates of the Third Reich           | Pirati del Terzo Reich          | 9 febbraio 2006   | 7 settembre 2006  |
| 16 | Up in Smoke                          | Fumo sospetto                   | 2 marzo 2006      | 14 settembre 2006 |
| 17 | I Like to Watch                      | Mi piace guardare               | 9 marzo 2006      | 14 settembre 2006 |
| 18 | The Unusual Suspect                  | L'insolito sospetto             | 30 marzo 2006     | 21 settembre 2006 |
| 19 | Spellbound                           | La sensitiva                    | 6 aprile 2006     | 21 settembre 2006 |
| 20 | Poppin' Tags                         | Squadre da strada               | 13 aprile 2006    | 28 settembre 2006 |
| 21 | Rashomama                            | La freccia di Cupido            | 4 maggio 2006     | 28 settembre 2006 |
| 22 | Time of Your Death                   | Sogni e fantasie                | 5 maggio 2005     | 5 ottobre 2006    |
| 23 | Bang Bang                            | Legami di sangue                | 11 maggio 2006    | 5 ottobre 2006    |
| 24 | Way to Go                            | La testa mozzata                | 18 maggio 2006    | 5 ottobre 2006    |

## Nel posto sbagliato
- Titolo originale: Bodies in Motion
- Diretto da: Richard J. Lewis
- Scritto da: Naren Shankar e Carol Mendelsohn

### Trama
Il cadavere di un uomo e di una donna vengono trovati nel letto di una casa distrutta da un incendio. Viene trovata anche una donna morta in un parcheggio con addosso solo una busta.
- Altri interpreti: Alex Carter, Roger Aaron Brown, Elise Neal, Christopher Gartin, Kara Zediker, Archie Kao, David Berman, Gerald McCullough, Robert Clendenin, Tamara Davies, Jamie McShane, Wayne Wilderson, Kevin Quigley, Deborah Offner
- Special guest star: Louise Lombard (Sofia Curtis), Wallace Langham (David Hodges)
- Ascolti TV Italia: 3 031 000 telespettatori.[1]

## Servizio in camera
- Titolo originale: Room Service
- Diretto da: Kenneth Fink
- Scritto da: Dustin Lee Abraham e Henry Alonso Myers

### Trama
Nick e Warrick indagano sulla morte di un attore ucciso forse da una fan. Intanto Grissom, Catherine e Sofia devono capire se un vietnamita ha ucciso un suo connazionale con premeditazione o per legittima difesa.
- Altri interpreti: Art Chudabala, Paul Dillon, Jeff D'Agostino, Kristin Richardson, Silas Weir Mitchell, Maite Schwartz, Alona Tal, Archie Kao, Eric Winter, David Berman, David Kagen, Kyle Davis, Tess Lina
- Special guest star: Louise Lombard (Sofia Curtis), Wallace Langham (David Hodges)
- Ascolti TV Italia: 3 067 000 telespettatori.[2]

## Falso colpevole
- Titolo originale: Bite Me
- Diretto da: Jeffrey Hunt
- Scritto da: Josh Berman e Carol Mendelsohn

### Trama
La morte di una donna, apparentemente caduta dalle scale, fa sospettare del marito. Ma la verità è ben più tragica.
- Altri interpreti: Reed Diamond, Skye McCole Bartusiak, Seamus Dever, Hudson Leick, Abigail Spencer, Marc Vann, Erik Jensen, Archie Kao, David Berman, Jon Wellner
- Special guest star: Alan Rachins
- Ascolti TV Italia: 3 199 000 telespettatori.[2]

## Suicidio di massa nel deserto
- Titolo originale: Shooting Stars
- Diretto da: Danny Cannon
- Scritto da: Danny Cannon

### Trama
Il cadavere di un uomo ritrovato dopo un blitz di un gruppo di persone affamate in una casa isolata porta la squadra a una strage di massa legata a una setta. Ma mancano all'appello il leader e un'adepta.
- Altri interpreti: Clea Duvall, Tomas Arana, Jeannetta Arnette, Meta Golding, Josh Daugherty, AJ Trauth, David Berman, Sheeri Rappaport, Rob Boltin, Laurie O'Brien, Daniel Graves, James Jordan, Jon Wellner, Molly Brink, Paul Ganus
- Special guest star: Louise Lombard (Sofia Curtis)
- Ascolti TV Italia: 3 052 000 telespettatori.[3]

## Il giardino segreto
- Titolo originale: Gum Drops
- Diretto da: Richard J. Lewis
- Scritto da: Sarah Goldfinger

### Trama
Nick, indagando sulla possibile morte dei genitori e di due figli in una cittadina di provincia, pensa che la figlia più piccola possa essere ancora viva.
- Altri interpreti: Melora Walters, Michael McGrady, Scott Paulin, Mary Matilyn Mouser, Jennifer Savidge, Archie Kao, Matt Funke, Trever O'Brien, David Berman, Lindsey Ginter
- Special guest star: Mark Pellegrino (Elliot Perolta)
- Nota: in questo episodio è assente Gil Grissom.
- Ascolti TV Italia: 3 167 000 telespettatori.[3]

## Embrioni Contesi
- Titolo originale: Secrets and Flies
- Diretto da: Terrence O'Hara
- Scritto da: Josh Berman

### Trama
Una donna sembra essersi suicidata. Invece Catherine scopre che si tratta di un omicidio e che la vittima aveva partorito un figlio in affitto che poi si era tenuta. Lo sceriffo ha bisogno delle conoscenze entomologiche di Grissom.
- Altri interpreti: Jeffrey Nordling, Liz Vassey, Jenny O'Hara, Caroline Goodall, Kristin Bauer, Conor O'Farrell, Tina Lifford, James Patrick Stuart, Erik Jensen, Meredith Scott Lynn, Amy Sloan, Yvette Nipar, Tayler Sheridan, William Allen Young, Marc Vann, Archie Kao, David Berman, Tony Amendola, Gerald McCullouch, Jon Wellner, Larry Sullivan
- Special guest star: Louise Lombard (Sofia Curtis), Wallace Langham (David Hodges)
- Ascolti TV Italia: 2 832 000 telespettatori.[4]

## Conflitto a fuoco, 1ª parte
- Titolo originale: A Bullet Runs Through It, Part 1
- Diretto da: Danny Cannon
- Scritto da: Richard Catalani e Carol Mendelsohn

### Trama
Sofia e Brass intervengono in uno scontro a fuoco in cui muoiono tre dei quattro sospettati, un poliziotto e un ragazzino innocente. La tensione è alta nel quartiere.
- Altri interpreti: Alex Carter, Nestor Serrano, Steve Ryan, Conor O'Farrell, José Zúñiga, Brennan Elliott, Colby French, Daniel Bess, Gerald McCullouch, David Berman, Laurie Fortier, Bre Blair, Lamont Thompson, Jesse Warren
- Special guest star: Louise Lombard (Sofia Curtis), Wallace Langham (David Hodges), A Martinez
- Ascolti TV Italia: 2 845 000 telespettatori.[4]

## Conflitto a fuoco, 2ª parte
- Titolo originale: A Bullet Runs Through It, Part 2
- Diretto da: Kenneth Fink
- Scritto da: Richard Catalani e Carol Mendelsohn

### Trama
Grissom scopre che il poliziotto è morto ucciso da fuoco amico. Sofia teme di avergli sparato accidentalmente. Il padre del ragazzo ucciso reclama giustizia. Il quarto sospettato viene ucciso da un cecchino durante l'arresto mentre alcuni testimoni parlano di uomini disarmati riguardo agli altri sospettati uccisi nella sparatoria.
- Altri interpreti: Alex Carter, Liz Vassey, Nestor Serrano, Steve Ryan, Conor O'Farrell, Marc Vann, José Zúñiga, Brennan Elliott, Colby French, Daniel Bess, Gerald McCullouch, Marco Rodriguez, Bre Blair, Sophia Santi
- Special guest star: Louise Lombard (Sofia Curtis), Wallace Langham (David Hodges), A Martinez
- Ascolti TV Italia: 3 427 000 telespettatori.[5]

## Una fame insaziabile
- Titolo originale: Dog Eat Dog
- Diretto da: Duane Clark
- Scritto da: Dustin Lee Abraham e Allen MacDonald

### Trama
Grissom e Catherine indagano sulla morte di un uomo che aveva mangiato moltissimo. Nick e Sara si occupano dei risvolti di una coppia morta in procinto di divorziare che si litigava la custodia del cane.
- Altri interpreti: Hal Sparks, Joel David Moore, Jessica Collins, Angela Goethals, Bill Chott, David Berman, Bailey Chase, Doan Ly, Fatso Fasano, Daphne Ashbrook
- Special guest star: Louise Lombard (Sofia Curtis), Wallace Langham (David Hodges)
- Ascolti TV Italia: 3 589 000 telespettatori.[5]

## Il rapimento
- Titolo originale: Still Life
- Diretto da: Richard J. Lewis
- Scritto da: David Rambo

### Trama
Una donna denuncia la scomparsa del figlio di sei anni. Ma il suo ritrovamento, anziché chiudere il caso, apre a nuove domande.
- Altri interpreti: Liz Vassey, Heather Stephens, Charles Napier, Jonathan Nichols, Lori Alan, Kevin Durand, Rutanya Alda, Aimee Graham, Archie Kao, Larry Sullivan, Patrick Y. Malone, Jonathan Chapin, Bunnie Rivera
- Special guest star: Wallace Langham (David Hodges)
- Ascolti TV Italia: 2 934 000 telespettatori.[6]

## Un lupo mannaro a Las Vegas
- Titolo originale: Werewolves
- Diretto da: Kenneth Fink
- Scritto da: Josh Berman

### Trama
Un uomo con eccessiva peluria viene ucciso da un proiettile d'argento, quello che serve per eliminare un lupo mannaro. L'unica testimone è la sorella affetta dalla stessa malattia e quindi molto restìa a parlarne.
- Altri interpreti: Liz Vassey, Leisha Hailey, Chaney Kley, Eliza Pryor, Archie Kao, William Allen Young, Bonita Friedericy, Gerald McCullouch, David Berman, Jon Wellner, Palmer Davis
- Special guest star: Louise Lombard (Sofia Curtis), Wallace Langham (David Hodges), Erik Palladino
- Ascolti TV Italia: 3 163 000 telespettatori.[6]

## La piccina di papà
- Titolo originale: Daddy's Little Girl
- Diretto da: Terrence O'Hara
- Scritto da: Sarah Goldfinger, Henry Alonso Myers e Naren Shankar

### Trama
Un ragazzo viene trovato morto nel garage della sua fidanzata dopo un droga party. La ragazza è la prima sospettata, ma il caso ha una svolta imprevista.
- Altri interpreti: Liz Vassey, Aimee Graham, Taylor Cole, Mitch Pileggi, Rebecca Staab, Joe Manganiello, Archie Kao, Sheeri Rappaport, Gerald McCullouch, David Berman, Timothy Lee DePriest
- Special guest star: Louise Lombard (Sofia Curtis), Wallace Langham (David Hodges)
- Ascolti TV Italia: 2 867 000 telespettatori.[7]

## Kiss Kiss, Bye Bye
- Titolo originale: Kiss Kiss, Bye Bye
- Diretto da: Danny Cannon
- Scritto da: David Rambo

### Trama
La squadra indaga sulla morte di un cameriere al party di compleanno della famosa soubrette Lois O'Neil, amica di Sam Brown.
- Altri interpreti: Bijou Phillips, Jonathan Banks, Conor O'Farrell, Mark Derwin, Charlotte Salt, Archie Kao, David Berman
- Special guest star: Louise Lombard (Sofia Curtis), Wallace Langham (David Hodges), Anita Gillette, Faye Dunaway (Lois O'Neill), Scott Wilson
- Ascolti TV Italia: 2 934 000 telespettatori.[7]

## Killer
- Titolo originale: Killer
- Diretto da: Kenneth Fink
- Scritto da: Naren Shankar, Dustin Lee Abraham e Erik Saltzgaber

### Trama
L'episodio è raccontato dal punto di vista dell'assassino.
- Altri interpreti: Susanna Thompson, Paul Ben-Victor, Gary Basaraba, Stephanie Lemelin, Travis Wester, Archie Kao, Gerald McCullouch, David Berman, Raymond O'Connor, Twink Caplan, Cullen Douglas
- Special guest star: Louise Lombard (Sofia Curtis), Wallace Langham (David Hodges), William Sadler
- Ascolti TV Italia: 3 627 000 telespettatori.[8]

## Pirati del Terzo Reich
- Titolo originale: Pirates of the Third Reich
- Diretto da: Richard J. Lewis
- Scritto da: Jerry Stahl

### Trama
Una ragazza, seminuda, emaciata, rasata a zero, senza una mano e con un numero marchiato a fuoco sul braccio viene trovata nel deserto. Durante l'autopsia si scoprirà che la ragazza è stata vittima di deliranti esperimenti come l'impianto di un bulbo oculare non suo o l'iniezione di un farmaco che distrugge i tessuti e che ha ucciso anche il figlio che si stava sviluppando nel grembo della ragazza. Colpo di scena quando si scoprirà che la ragazza è la figlia di Lady Heather.
- Altri interpreti: Liz Vassey, Kevin Crowley, Jim Cody Williams, Tony Amendola, David Berman, Jeff Sugarman, Michael Patrick McGill
- Guest star: Melinda Clarke (Lady Heather).
- Ascolti TV Italia: 3 341 000 telespettatori.[8]

## Fumo sospetto
- Titolo originale: Up In Smoke
- Diretto da: Duane Clark
- Scritto da: Josh Berman

### Trama
Nella cappa di un camino viene ritrovato un cadavere carbonizzato. Il proprietario della casa è sospettato di avere ucciso una ragazza un anno prima.
- Altri interpreti: Liz Vassey, Keir O'Donnell, Jon Lindstrom, Scott William Winters, Jaime Lee Kirchner, Johnny Lewis, Marc Vann, William Allen Young, Sheeri Rappaport, David Berman, Nate Mooney, James Parks
- Special guest star: Louise Lombard (Sofia Curtis), Wallace Langham (David Hodges)
- Ascolti TV Italia: 2 499 000 telespettatori.[9]

## Mi piace guardare
- Titolo originale: I Like to Watch
- Diretto da: Kenneth Fink
- Scritto da: Henry Alonso Myers e Richard Catalani

### Trama
Il team CSI indaga sullo stupro di un agente immobiliare. A seguirli durante le indagini ci saranno le telecamere di un reality show, autorizzate dallo sceriffo che creeranno non poco imbarazzo per la squadra.
- Altri interpreti: Taraji P. Henson, Liz Vassey, Jack Noseworthy, Karis Campbell, Brett Rickaby, Archie Kao, Anna Van Hooft, Larry Sullivan
- Special guest star: Louise Lombard (Sofia Curtis), Wallace Langham (David Hodges), Graham Beckel
- Ascolti TV Italia: 2 257 000 telespettatori.[9]

## L'insolito sospetto
- Titolo originale: The Unusual Suspect
- Diretto da: Alec Smight
- Scritto da: Allen MacDonald

### Trama
Durante un processo, Hanna la sorella minore e super intelligente di Marlon, l'imputato, si autoaccusa per l'omicidio che si credeva essere commesso dal fratello. Partono le indagini per capire chi dei due è il vero colpevole.
- Altri interpreti: Juliette Goglia, Douglas Smith, Steve Grayhm, Jessica Tuck, James McCauley, Jim Holmes, John Rubinstein, Erik Jensen, Meredith Scott Lynn, Marc Vann, Sherri Rappaport, Jeffrey Hutchinson
- Special guest star: Louise Lombard (Sofia Curtis), Wallace Langham (David Hodges)
- Nota: in questo episodio è assente Gil Grissom.
- Ascolti TV Italia: 3 365 000 telespettatori.[10]

## La sensitiva
- Titolo originale: Spellbound
- Diretto da: Jeffrey Hunt
- Scritto da: Jacqueline Hoyt

### Trama
Una sensitiva muore dopo avere detto delle cose a una cliente che sembrano ora legate più alla morte della donna che al futuro della cliente. Ma non c'è niente di paranormale. Solo un uomo che vuole coprire un omicidio commesso anni prima.
- Altri interpreti: Liz Vassey, Joseph Lyle Taylor, John Mese, Jennifer Grant, Eric Jungmann, Archie Kao, Keri Lynn Pratt, Shonda Farr, Sheeri Rappaport, Geoffrey Rivas, David Berman, Michael Bryan French, T Lopez, Angela Little, Eric Winzenried, Jon Wellner
- Special guest star: Wallace Langham (David Hodges), Dan Lauria
- Ascolti TV Italia: 3 069 000 telespettatori.[10]

## Squadre da strada
- Titolo originale: Poppin' Tags
- Diretto da: Bryan Spicer
- Scritto da: Dustin Lee Abraham

### Trama
La morte di tre ragazzi sembra legata al rapper Dollar e ad alcuni manifesti che lo umiliano.
- Altri interpreti: Page Kennedy, Antwon Tanner, Shanna Moakler, Travis Barker, Michael B. Jordan, Jenica Bergere, Steve Rankin, Ivonne Coll, Rick Gonzalez, Khleo Thomas, Charles Duckworth, Aasif Mandvi, Geoffrey Rivas, Gerald McCullouch, David Berman, Jeris Lee Poindexter, Katerina Graham
- Special guest star: Louise Lombard (Sofia Curtis), Wallace Langham (David Hodges), Method Man
- Ascolti TV Italia: 3 180 000 telespettatori.[11]

## La freccia di Cupido
- Titolo originale: Rashomama
- Diretto da: Kenneth Fink
- Scritto da: Sarah Goldfinger

### Trama
Una donna, madre di un novello sposo, è stata uccisa con un colpo alla testa. Ma, mentre Greg, Sara e Nick stanno mangiando, qualcuno ruba l'auto di Nick con tutte le prove del caso.
- Altri interpreti: Liz Vassey, Ray Wise, Veronica Cartwright, Daniel Roebuck, Carmen Argenziano, Johnathan McClain, Amanda Seyfried, Rachel Miner, Conor O'Farrell, Chris Hardwick, Alex Skuby, Dave Power, Sheeri Rappaport, Archie Kao, David Berman, Rheagan Wallace, Reagan Pasternak, Claire Coffee, Jon Wellner, Josie DiVincenzo
- Special guest star: Louise Lombard (Sofia Curtis), Wallace Langham (David Hodges)
- Guest star: Veronica Cartwright (Diane Chase).
- Ascolti TV Italia: 3 172 000 telespettatori.[11]

## Sogni e fantasie
- Titolo originale: Time of Your Death
- Diretto da: Dean White
- Scritto da: David Rambo, Richard Catalani e Danny Cannon

### Trama
Jeffrey arriva da Los Angeles e vive l'avventura dei suoi sogni, tranne il finale mortale. La squadra scopre che la perfezione era stata pianificata da un'agenzia.
- Altri interpreti: John Michael Higgins, Will Yun Lee, Kyle Howard, Julie Benz, Kenneth Johnson, Andy Umberger, Archie Kao, Paul Carafotes, David Berman, Jocko Sims, Ethan Erickson, Shawn Michael Patrick, Gabrielle Richens
- Special guest star: Louise Lombard (Sofia Curtis), Wallace Langham (David Hodges), Jude Nelson

## Legami di sangue
- Titolo originale: Bang Bang
- Diretto da: Terrence O'Hara
- Scritto da: Anthony E. Zuiker e Naren Shankar

### Trama
La moglie di un uomo è stata uccisa così come i colleghi di quest'ultimo. Si sospetta del fratello. Così Brass decide di entrare in azione senza sapere tutta la verità. Tragico errore. Intanto Warrick è in crisi coniugale.
- Altri interpreti: Liz Vassey, Currie Graham, Kelly Carlson, Alex Carter, Thad Luckinbill, Michael Wiseman, Meta Golding, Michael Bryan French, Alan Davidson, Brad Greenquist, David Berman, Vincent Duvall
- Nota: Nelle stagioni prima, quarta e nona vi è rispettivamente un episodio con lo stesso titolo italiano.
- Ascolti TV Italia: 3 281 000 telespettatori.[12]

## La testa mozzata
- Titolo originale: Way to Go
- Diretto da: Kenneth Fink
- Scritto da: Jerry Stahl

### Trama
Grissom, Sara e Nick indagano sul ritrovamento di un uomo decapitato. Catherine e Warrick si occupano del caso di un uomo trovato morto dopo una serata di alcool, droga e sesso sfrenato. Intanto in ospedale Brass lotta tra la vita e la morte e Grissom dovrà prendere una difficile decisione per salvare il suo amico. Intanto Grissom comincia una relazione sentimentale con Sara.
- Altri interpreti: Liz Vassey, Teal Redmann, Patrick Breen, Patrick Kerr, Paul Schulze, Scott Michael Campbell, Elizabeth Regen, Conor O'Farrell, Rick Worthy, Gerald McCullouch, Sheeri Rappaport, David Berman, Bob Stephenson, Annie Fitzgerald, Jon Wellner, Vincent Duvall
- Special guest star: Louise Lombard (Sofia Curtis), Wallace Langham (David Hodges)
- Ascolti TV Italia: 3 124 000 telespettatori.[12]